# Креатинкіназа M
CKM (англ. Creatine kinase, M-type) — білок, який кодується однойменним геном, розташованим у людей на короткому плечі 19-ї хромосоми. Довжина поліпептидного ланцюга білка становить 381 амінокислот, а молекулярна маса — 43 101.
| 10         |  | 20         |  | 30         |  | 40         |  | 50         |
| ---------- |  | ---------- |  | ---------- |  | ---------- |  | ---------- |
| MPFGNTHNKF |  | KLNYKPEEEY |  | PDLSKHNNHM |  | AKVLTLELYK |  | KLRDKETPSG |
| FTVDDVIQTG |  | VDNPGHPFIM |  | TVGCVAGDEE |  | SYEVFKELFD |  | PIISDRHGGY |
| KPTDKHKTDL |  | NHENLKGGDD |  | LDPNYVLSSR |  | VRTGRSIKGY |  | TLPPHCSRGE |
| RRAVEKLSVE |  | ALNSLTGEFK |  | GKYYPLKSMT |  | EKEQQQLIDD |  | HFLFDKPVSP |
| LLLASGMARD |  | WPDARGIWHN |  | DNKSFLVWVN |  | EEDHLRVISM |  | EKGGNMKEVF |
| RRFCVGLQKI |  | EEIFKKAGHP |  | FMWNQHLGYV |  | LTCPSNLGTG |  | LRGGVHVKLA |
| HLSKHPKFEE |  | ILTRLRLQKR |  | GTGGVDTAAV |  | GSVFDVSNAD |  | RLGSSEVEQV |
| QLVVDGVKLM |  | VEMEKKLEKG |  | QSIDDMIPAQ |  | K          |  |            |

A: Аланін

C: Цистеїн

D: Аспарагінова кислота

E: Глутамінова кислота

F: Фенілаланін

G: Гліцин

H: Гістидин

I: Ізолейцин

K: Лізин

L: Лейцин

M: Метіонін

N: Аспарагін

P: Пролін

Q: Глутамін

R: Аргінін

S: Серин

T: Треонін

V: Валін

W: Триптофан

Кодований геном білок за функціями належить до трансфераз, кіназ, фосфопротеїнів.
Білок має сайт для зв'язування з АТФ, нуклеотидами.
Локалізований у цитоплазмі.